# Anna Göldin – Letzte Hexe
Anna Göldin – Letzte Hexe ist ein Spielfilm der Regisseurin Gertrud Pinkus über Anna Göldi aus dem Jahr 1991. Er basiert auf dem gleichnamigen Roman von Eveline Hasler. Mit über 175.000 Kino-Eintritten in der Schweiz gehört er zu den erfolgreichsten Schweizer Produktionen.

## Handlung
Die junge Anna Göldin beginnt bei Dr. Tschudi eine Anstellung als Dienstmagd. Der Arzt hat ein grosses Haus, eine Frau und drei Kinder. Pflichtbewusst widmet sich Anna ihren Aufgaben in Haus, Garten und bei der Kindererziehung. Sie bewohnt ein Zimmer auf dem Dachboden und steht rund um die Uhr der Familie Tschudi zur Verfügung. Es dauert nicht lange und ihr Dienstherr wird zudringlich, was Anna jedoch abwehrt. Im Ort hatte er erfahren, dass Anna früher bereits „Hand angelegt hatte an ihre eigene Leibesfrucht“. Dafür wurde sie seinerzeit für einen Tag an den Pranger gestellt und ausgepeitscht. Sie diente 1773 bei Familie Zwicky in Mollis, als der junge Herr Melchior Gefallen an Anna fand. Er hegte ehrliche Gefühle und wollte Anna sogar heiraten, doch die Standesdünkel seiner Mutter hinderten ihn. So schickten sie die schwangere Anna fort, damit es kein Gerede im Ort geben sollte.
Die älteste Tochter der Tschudis mag Anna gern und ist eifersüchtig, wenn sie Zeit mit den anderen Geschwistern verbringt. Eines Tages findet die jüngere Tochter Stecknadeln in ihrer Milch. Anna wird beschuldigt, sie hineingetan zu haben. In der Konsequenz wird ihr gekündigt und sie muss nach elf Monaten das Haus verlassen. Enttäuscht zieht Anna zu einer Freundin nach Werdenberg, die sicher ist, dass Anna bald wieder eingestellt werden wird. So lange soll sie ihr zur Hand gegen, denn sie hat gerade sehr viel zu tun. Doch inzwischen erhebt Dr. Tschudi Anklage gegen Anna, denn seine jüngere Tochter ist sehr krank, was er den verschluckten Stecknadeln und somit Anna anlastet.
Einige Menschen im Ort sind davon überzeugt, dass Tschudi sein Dienstmädchen geschwängert hat und er sie deshalb unbedingt loswerden will. Als Melchior Zwicky erfährt, dass seine Anna vor Gericht gestellt werden soll und von der Obrigkeit gesucht wird, schickt er einen Boten zu ihr, um sie zu warnen. Sie flieht von Werdenberg und versteckt sich unter falschem Namen in einem Nachbarort.
Mittlerweile werden 100 Kronen-Thaler zur Ergreifung von Anna Göldin ausgesetzt, was letztendlich dazu führt, dass sie gefunden und zurück nach Glarus gebracht wird. Dort wird sie in Ketten gelegt und soll gefoltert werden, wenn sie Tschudis Tochter nicht wieder gesund macht und den Fluch zurücknimmt, den das Kind ereilt hat. In ihrer Not sagt sie zu, dem Kind helfen zu wollen, wenn sie es könne. Anne-Miggeli ist so erfreut, ihre Anna wiederzusehen, dass sie davon allein schon fast gesund wird. Dazu bemüht sich Anna, den Zustand des Kindes mit Massagen zu fördern, was auch gelingt. Dadurch wird sie nun aber erst recht der Hexerei bezichtigt.
Dr. Tschudis Frau erwartet inzwischen ihr viertes Kind und befürchtet, dass sie die Rache der Hexe trifft. Deshalb solle man Anna ausser Landes bringen. Doch der Rat beschliesst, Anna gleich zum Tode durch das Schwert zu verurteilen. Die Hinrichtung erfolgte am 13. Juni 1782.

## Hintergrund
Der Film basiert auf den wahren Begebenheiten um die letzte Hinrichtung einer Hexe in der Schweiz, was europaweit Protest und Empörung hervorrief und heute als Justizmord gewertet wird. Der inhaltliche Verlauf des Films entspricht weitestgehend der Romanvorlage von Eveline Hasler.
Als verbindendes Element im Film dient die Figur des Landschreibers Kubli. Der Landschreiber ist eine authentische Figur, die durch das Zitieren der Prozessakten das damalige reale Geschehen mit der künstlerischen Freiheit in der filmischen Umsetzung verbindet.

## Kritik
Das Lexikon des internationalen Films schrieb zu dem Film: „Die Geschichte der letzten in Europa als Hexe ermordeten Frau als bildstarkes, detailgenaues und ebenso spannendes wie stimmungsvolles Sittengemälde, das – ohne simple Schuldzuweisungen – das gesellschaftliche Umfeld einbezieht, insgesamt aber nicht über den Rahmen traditioneller Historiendarstellung hinausgeht.“

## Auszeichnungen
- Hessischer Filmpreis für die Hauptdarstellerin Cornelia Kempers, 1992
- Preis für Film des Kantons Solothurn
- Le Prix des Femmes, Filmfestival Figuera da Foz, 1992
- Publikumspreis, Filmfestival Max Ophüls Preis, 1992
- Preis der oekumenischen Jury, Internationales Filmfestival von Locarno, 1991
- Qualitätsprämie des EDI